# Bigotilia
Bigotilia is een geslacht van vlinders van de familie vedermotten (Pterophoridae).

## Soorten
- B. centralis (Bigot, 1964)
- B. melitroctis (Meyrick, 1924)
- B. montana Gibeaux, 1994